# Richgrove
Richgrove é uma Região censo-designada localizada no estado americano da Califórnia, no Condado de Tulare.

## Demografia
Segundo o censo americano de 2000, a sua população era de 2723 habitantes.

## Geografia
De acordo com o United States Census Bureau tem uma área de 1,2 km², dos quais 1,2 km² cobertos por terra e 0,0 km² cobertos por água. Richgrove localiza-se a aproximadamente 162 m acima do nível do mar.

## Localidades na vizinhança
O diagrama seguinte representa as localidades num raio de 32 km ao redor de Richgrove.